# Pikowanie roślin

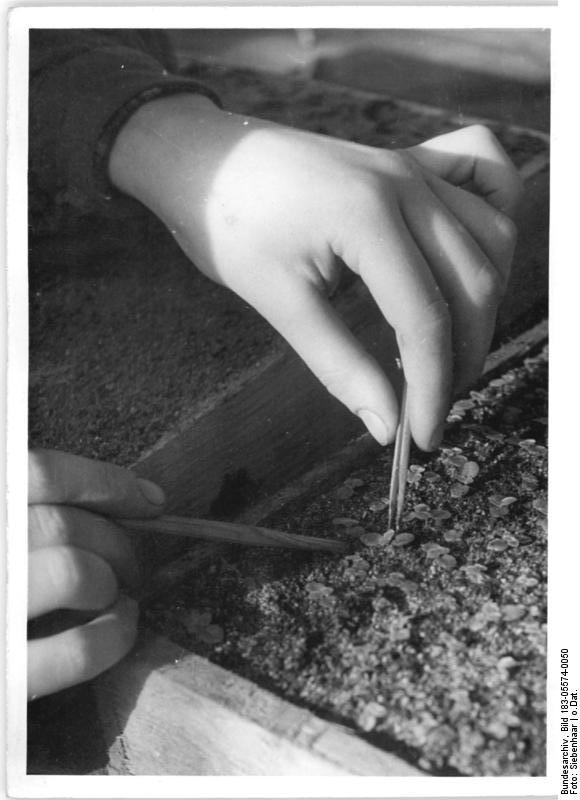
Pikowanie gloksynii

Pikowanie roślin – etap rozmnażania roślin (produkcji rozsady) poprzedzony wysiewem i kiełkowaniem. Polega na rozdzieleniu razem rosnących siewek i przesadzeniu ich do większych, oddzielnych pojemników, np. doniczek, a w przypadku większych roślin także inspektów lub zagonów. 
Zabieg przeprowadza się, gdy liścienie są już rozwinięte i pojawia się pierwszy liść. Zaleca się intensywnie zwilżyć podłoże od doby do kilku godzin przed zabiegiem. Pikowanie nie ma negatywnego wpływu na rozwój rośliny, nawet jeśli system korzeniowy został w jego trakcie uszkodzony. Przy umieszczeniu przesadzanej rośliny na nowym podłożu korzenie nie powinny być podwinięte i zaleca się skracać zbyt długie, a roślina powinna być umieszczona w glebie aż po liścienie. Skracanie korzenia nie dotyczy to części roślin, np. gatunków z korzeniami o systemie palowym lub epifitów, ponieważ uszkodzenie uniemożliwia lub ogranicza jego regenerację i zaleca się siać takie rośliny wprost do miejsca docelowego.
Pikowanie pozwala na łatwiejszy rozwój rośliny, jak również na wybranie do dalszej hodowli tylko egzemplarzy najsilniejszych. Chore i niedorozwinięte siewki się usuwa.